# Slingerland Drum Company
Die Slingerland Drum Company ist ein historischer US-amerikanischer Schlagzeughersteller, der mit der Geschichte des Jazztrommelns verbunden wird.

## Geschichte
Die Firma wurde durch H.H. Slingerland (1875–1946, entweder als Henry Heanon oder Heanon Henry) 1912 gegründet. Die Firma begann damit, Ukulelen aus Deutschland zu importieren, baute dann aber eine eigene Produktion auf, weil sie die Nachfrage nicht befriedigen konnte. Bald produzierten sie ihre eigenen Banjos und Ukelelen und schließlich auch Gitarren (einschließlich elektrische Gitarren von 1936 oder früher). Die Produktion von Schlagzeugen begann 1927 als Antwort auf die Eintragung der Ludwig u. Ludwig Drum Company in den Banjomarkt. Die ersten Slingerland Schlagzeuge kamen 1928 auf den Markt. Für eine lange Zeit waren Slingerland Trommeln ein Synonym für Jazztrommlergrößen wie Gene Krupa und Buddy Rich sowie Rockschlagzeuger Neil Peart, die sie von 1974 bis 1979 benutzten. Auch Elton Johns Schlagzeuger Nigel Olssen setzte Slingerland-Schlagzeuge oft ein.

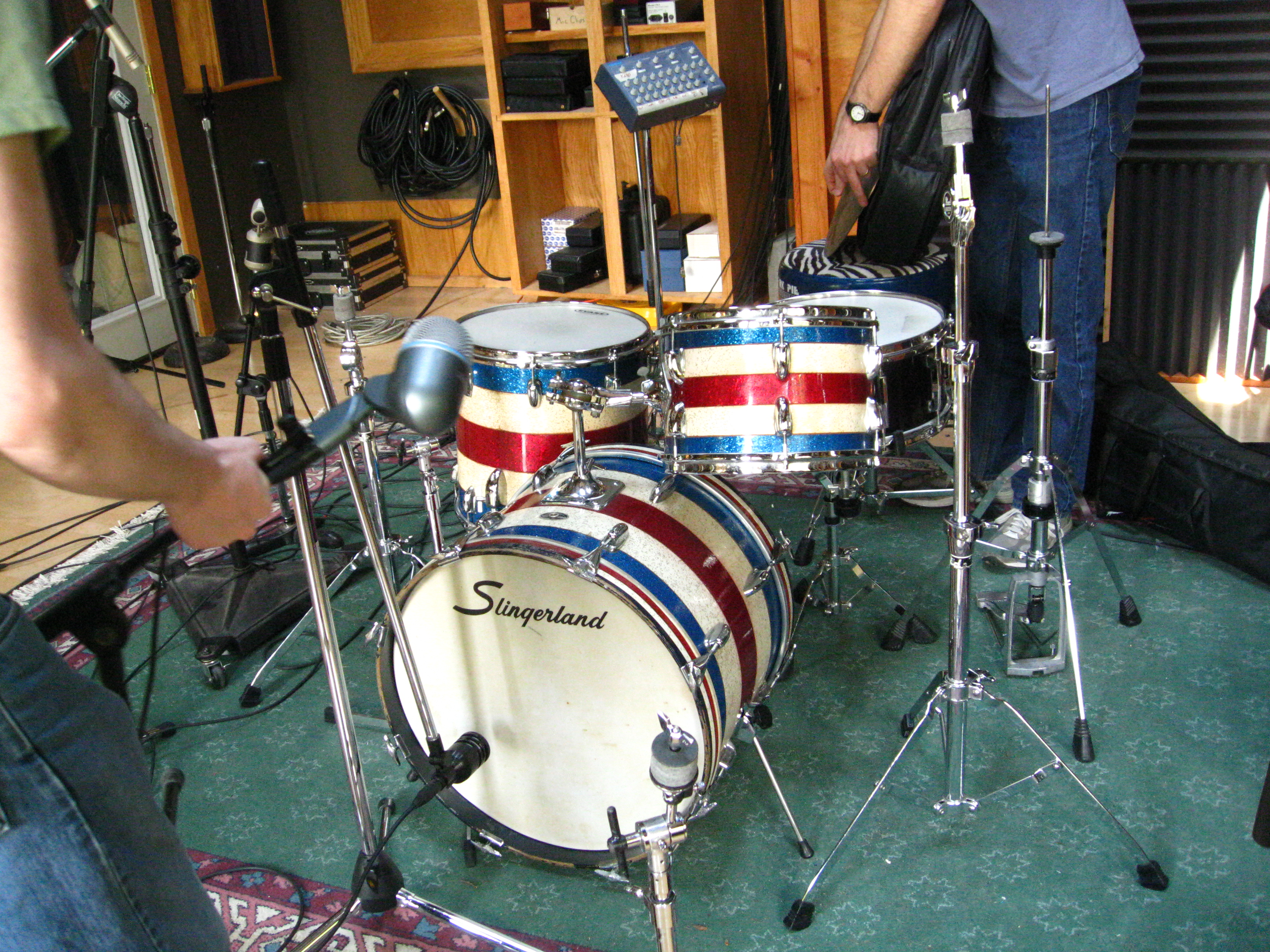
Schlagzeug von Slingerland im Studioeinsatz

Die Firma blieb bis 1970 in Familienbesitz. In den siebziger- und achtziger Jahren wechselte Slingerland mehrfach den Besitzer. Ende der achtziger Jahre zerbrach Slingerland kurzzeitig, bis es von Gibson im Jahre 1994 erworben wurde. Slingerland besteht auch heute noch und bietet eine Vielzahl von Drumsets an, einschließlich der Signaturesets von Gene Krupa und Buddy Rich. Sie agieren aktuell von Conway, Arkansas, aus. 
Im Jahre 2019 erwarb der amerikanische Hersteller Drum Workshop (DW) die Firma Slingerland. 

### Radio King Serie
Die berühmteste Produktserie der Firma ist die Radio King Serie. Diese Trommeln wurden 1935 eingeführt und blieben das Flaggschiff unter den Snaredrums und Schlagzeugen, bis das Radio King Modell kurz von der Produktserie verschwand. Zwischen 1960 und 1962 wurden Radio King wieder eingeführt und bleiben das Höchstrangige Produkt für die Slingerland Drum Company. Ältere Radio Kings sind häufig im Besitz von Sammlern. Gene Krupa und Buddy Rich waren beide Radio King Endorser.
Die Popularität der alten Slingerland Radio King Snaredrums ist durch unzählige professionelle Schlagzeuger, die die Snare noch heute (trotz des Endorsements mit anderen Marken) benutzen, erhalten.
Die ursprüngliche Radio King Snaredrum wird in seiner Bauart unterschieden: Anstatt mehrere Lagen Mahagoni zu verwenden, wie bei den meisten Snaredrums dieser Ära, wurde für den Radio King Single-Ply Ahorn mit Ahornverstärkungsringen verwendet. Single-Ply Holztrommeln sind bekannt für ihre Resonanz und ihren hellen Ton.
Radio King Bassdrums und Tomtoms wurden aus Mahagoni-Holz mit Ahorn-Reinforcinghoops hergestellt. Diese Trommeln sind bekannt für ihren „thuddy“ Ton – sehr warm mit kurzem Decay.
Für einen Großteil der vor-70er Geschichte von Slingerland wurden Herstellungsverfahren nicht in der Weise standardisiert, wie es in modernen großräumigen Produktionsgesellschaften der Fall war. Dieses ist im großen Teil zur Tatsache passend, dass von den Arbeitern häufig Teile benutzt wurden, die offiziell von der Linie eingestellt wurden. To say unequivocally that "All Radio Kings manufactured between 19xx and 19xx have X finishes and Y lugs" is an invitation to be proven wrong by the existence of an odd hybrid drum.

### Rolling Bomber Serie
Eine interessante Abweichung von der Standard Slingerland Produktserie trat während des Zweiten Weltkrieges auf, als Holz benutzt wurde, um Trommelteile herzustellen, die traditionsgemäß aus Messing, Chrom, Nickel oder Stahl gemacht wurden. Das lag an der hohen Nachfrage nach den Metallen, die für die Kriegsbemühung benötigt wurden. Diese Trommeln wurden die „Rolling Bomber“ Reihe genannt und sind unter Sammlern sehr begehrt.